# Mistrovství Evropy v atletice 1971

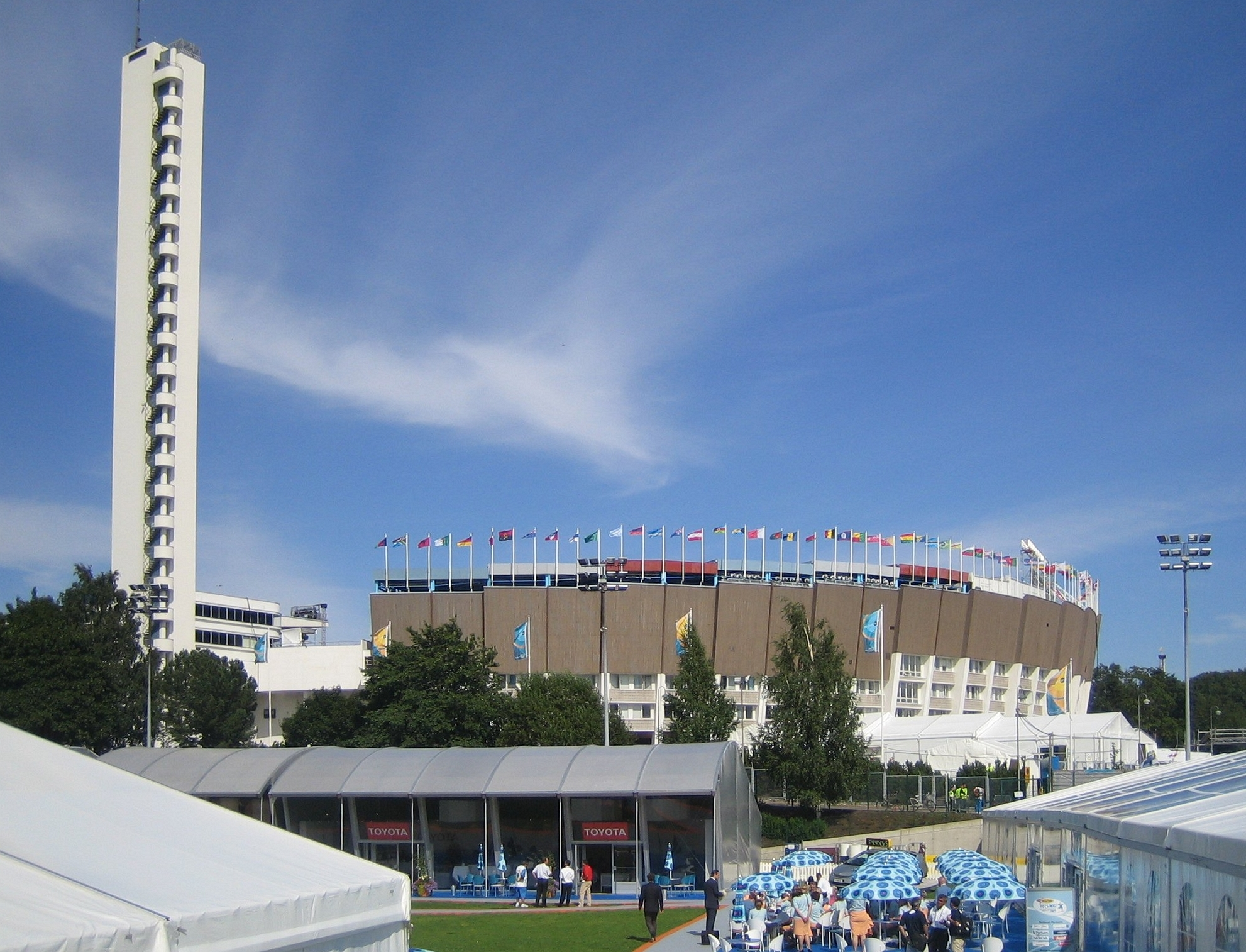
Olympijský stadion v Helsinkách

10. mistrovství Evropy v atletice se uskutečnilo ve dnech 10. – 15. srpna 1971 na olympijském stadionu ve finských Helsinkách. Na tomto stadionu se později uskutečnil evropský šampionát také v roce 1994 a v roce 2012 se zde konal již XXI. ročník. Dvakrát se zde pořádalo rovněž mistrovství světa v atletice (1983 a 2005).
Na programu bylo celkově 38 disciplín (24 mužských a 14 ženských). Českoslovenští atleti vybojovali celkově 4 medaile (dvě zlaté, jedno stříbro a bronz). Několik dalších atletů postoupilo do finále. Šestý doběhl v závodě na 800 metrů Jozef Plachý, sedmá skončila Jaroslava Jehličková (1500 m) a osmý skončil Ivan Daniš (400 m př.). V technických disciplínách obsadil páté místo trojskokan Václav Fišer. Dvojí zastoupení mělo Československo ve finále ženské výšky. Miloslava Hübnerová skončila pátá, Milada Karbanová sedmá.

## Medailisté

### Muži
| Soutěž            | Zlato                                                                                          | Stříbro                                                                     | Bronz                                                                           |
| ----------------- | ---------------------------------------------------------------------------------------------- | --------------------------------------------------------------------------- | ------------------------------------------------------------------------------- |
| 100 m             | Valerij Borzov 10,26                                                                           | Gerhard Wucherer 10,48                                                      | Vasilis Papageorgopoulos 10,56                                                  |
| 200 m             | Valerij Borzov 20,30                                                                           | Franz-Peter Hofmeister 20,71                                                | Jörg Pfeifer 20,72                                                              |
| 400 m             | David Jenkins 45,45                                                                            | Marcello Fiasconaro 45,49                                                   | Jan Werner 45,56                                                                |
| 800 m             | Jevgenij Aržanov 1:45,61                                                                       | Dieter Fromm 1:46,01                                                        | Andrew Carter 1:46,21                                                           |
| 1500 m            | Francesco Arese 3:38,43                                                                        | Henryk Szordykowski 3:38,73                                                 | Brendan Foster 3:39,24                                                          |
| 5000 m            | Juha Väätäinen 13:32,48                                                                        | Jean Wadoux 13:33,56                                                        | Harald Norpoth 13:33,79                                                         |
| 10 000 m          | Juha Väätäinen 27:52,78                                                                        | Jürgen Haase 27:53,35                                                       | Rašid Šarafetdinov 27:56,26                                                     |
| Maraton           | Karel Lismont 2.13:09                                                                          | Trevor Wright 2.14:01                                                       | Ron Hill 2.14:36                                                                |
| 110 m překážek    | Frank Siebeck 14,00                                                                            | Alan Pascoe 14,10                                                           | Lubomír Nádeníček 14,31                                                         |
| 400 m překážek    | Jean-Claude Nallet 49,15                                                                       | Christian Rudolph 49,34                                                     | Dimitrij Sťukalov 50,04                                                         |
| 3000 m překážek   | Jean-Paul Villain 8:25,12                                                                      | Dušan Moravčík 8:26,11                                                      | Pavel Sysojev 8:26,42                                                           |
| Štafeta 4 × 100 m | Československo 39,32 Ladislav Kříž Juraj Demeč Jiří Kynos Luděk Bohman                         | Polsko 39,72 Gerard Gramse Tadeusz Cuch Zenon Nowosz Marian Dudziak         | Itálie 39,78 Vincenzo Guerini Pietro Mennea Pasqualino Abeti Ennio Preatoni     |
| Štafeta 4 × 400 m | Západní Německo 3:02,94 Horst-Rüdiger Schlöske Thomas Jordan Martin Jellinghaus Hermann Köhler | Polsko 3:03,64 Andrzej Badeński Jan Balachowski Waldemar Korycki Jan Werner | Itálie 3:04,58 Lorenzo Cellerino Giacomo Puosi Sergio Bello Marcello Fiasconaro |
| Chůze na 20 km    | Mykola Smaha 1:27:21                                                                           | Gerhard Sperling 1:27:29                                                    | Paul Nihill 1:27:35                                                             |
| Chůze na 50 km    | Veniamin Soldatěnko 4:02:22                                                                    | Christoph Höhne 4:04:46                                                     | Peter Selzer 4:06:11                                                            |
| Skok do výšky     | Kęstutis Šapka 2,20 m                                                                          | Csaba Dosa 2,20 m                                                           | Rustam Achmetov 2,20 m                                                          |
| Skok o tyči       | Wolfgang Nordwig 5,35 m                                                                        | Kjell Isaksson 5,30 m                                                       | Renato Dionisi 5,30 m                                                           |
| Skok daleký       | Max Klauß 7,92 m                                                                               | Igor Ter-Ovanesjan 7,91 m                                                   | Stanisław Szudrowicz 7,87 m                                                     |
| Trojskok          | Jörg Drehmel 17,16 m                                                                           | Viktor Sanějev 17,10 m                                                      | Carol Corbu 16,87 m                                                             |
| Vrh koulí         | Hartmut Briesenick 21,08 m                                                                     | H.J.Rothenburg 20,47 m                                                      | Władysław Komar 20,04 m                                                         |
| Hod diskem        | Ludvík Daněk 63,90 m                                                                           | Lothar Milde 61,62 m                                                        | Géza Fejér 61,54 m                                                              |
| Hod kladivem      | Uwe Beyer 72,36 m                                                                              | Reinhard Theimer 71,80 m                                                    | Anatolij Bondarčuk 71,40 m                                                      |
| Hod oštěpem       | Jānis Lūsis 90,68 m                                                                            | Jānis Doniņš 85,30 m                                                        | Wolfgang Hanisch 84,22 m                                                        |
| Desetiboj         | Joachim Kirst 8 196 bodů                                                                       | Lennart Hedmark 8 038 bodů                                                  | Hans-Joachim Walde 7 951 bodů                                                   |

### Ženy
| Soutěž            | Zlato                                                                                              | Stříbro                                                                                        | Bronz                                                                                             |
| ----------------- | -------------------------------------------------------------------------------------------------- | ---------------------------------------------------------------------------------------------- | ------------------------------------------------------------------------------------------------- |
| 100 m             | Renate Stecherová 11,35                                                                            | Ingrid Micklerová 11,46                                                                        | Elfgard Schittenhelmová 11,51                                                                     |
| 200 m             | Renate Stecherová 22,70                                                                            | Györgyi Baloghová 23,26                                                                        | Irena Szewińská 23,32                                                                             |
| 400 m             | Helga Seidlerová 52,14                                                                             | Inge Böddingová 52,90                                                                          | Ingelore Lohseová 52,93                                                                           |
| 800 m             | Vera Nikolićová 2:00,00                                                                            | Pat Loweová 2:01,66                                                                            | Rosemary Stirlingová 2:02,08                                                                      |
| 1500 m            | Karin Burneleitová 4:09,62                                                                         | Gunhild Hoffmeisterová 4:10,31                                                                 | Ellen Tittelová 4:10,35                                                                           |
| 100 m překážek    | Karin Balzerová 12,94                                                                              | Annelie Ehrhardtová 12,96                                                                      | Teresa Sukniewiczová 13,21                                                                        |
| Štafeta 4 × 100 m | Západní Německo 43,23 Elfgard Schittenhelmová Inge Heltenová Annegret Irrgangová Ingrid Micklerová | NDR 43,62 Karin Balzerová Renate Stecherová Petra Vogtová Ellen Stropahlová                    | Sovětský svaz 44,45 Ljudmila Maslakovová Galina Bucharinová Marina Sidorovová Naděžda Besfamilná  |
| Štafeta 4 × 400 m | NDR 3:29,28 Rita Kühneová Ingelore Lohseová Helga Seidlerová Monika Zehrtová                       | Západní Německo 3:33,04 Annette Rückesová Christel Freseová Hildegard Falcková Inge Böddingová | Sovětský svaz 3:34,11 Rajsa Nikaronovová Věra Popkovová Naděžda Kolesnikovová Natalja Čisťakovová |
| Skok do výšky     | Ilona Gusenbauerová 1,87 m                                                                         | Cornelia Popescuová 1,85 m                                                                     | Barbara Inkpenová 1,85 m                                                                          |
| Skok daleký       | Ingrid Micklerová 6,76 m                                                                           | Meta Antenenová 6,73 m                                                                         | Heide Rosendahlová 6,66 m                                                                         |
| Vrh koulí         | Naděžda Čižovová 20,16 m                                                                           | Marita Langeová 19,25 m                                                                        | Margitta Gummelová 19,22 m                                                                        |
| Hod diskem        | Faina Melniková 64,22 m                                                                            | Liesel Westermannová 61,88 m                                                                   | Ljudmila Muravjovová 59,48 m                                                                      |
| Hod oštěpem       | Daniela Jaworská 61,00 m                                                                           | Ameli Koloskaová 59,40 m                                                                       | Ruth Fuchsová 59,16 m                                                                             |
| Ženský pětiboj    | Heide Rosendahlová 5 299 bodů                                                                      | Burglinde Pollaková 5 275 bodů                                                                 | Margrit Herbstová 5 179 bodů                                                                      |

## Medailové pořadí
| Umístění | Stát                             | Zlato | Stříbro | Bronz | Celkem |
| -------- | -------------------------------- | ----- | ------- | ----- | ------ |
| 1.       | Německá demokratická republika   | 12    | 13      | 7     | 32     |
| 2.       | Sovětský svaz                    | 9     | 3       | 8     | 20     |
| 3.       | Západní Německo                  | 5     | 7       | 5     | 16     |
| 4.       | Československo                   | 2     | 1       | 1     | 4      |
| 5.       | Francie                          | 2     | 1       | 0     | 3      |
| 6.       | Finsko                           | 2     | 0       | 0     | 2      |
| 7.       | Spojené království               | 1     | 3       | 6     | 10     |
| 8.       | Polsko                           | 1     | 3       | 5     | 9      |
| 9.       | Itálie                           | 1     | 1       | 3     | 5      |
| 10.      | Belgie                           | 1     | 0       | 0     | 1      |
| 10.      | SFR Jugoslávie                   | 1     | 0       | 0     | 1      |
| 10.      | Rakousko                         | 1     | 0       | 0     | 1      |
| 13.      | Rumunská socialistická republika | 0     | 2       | 1     | 3      |
| 14.      | Švédsko                          | 0     | 2       | 0     | 2      |
| 15.      | Maďarská lidová republika        | 0     | 1       | 1     | 2      |
| 16.      | Švýcarsko                        | 0     | 1       | 0     | 1      |
| 17.      | Řecko                            | 0     | 0       | 1     | 1      |